# اس/۲۰۰۴ اس ۳۸
اس/۲۰۰۴ اس ۳۸ (به انگلیسی: S/2004 S 38) یکی از قمرهای سیاره زحل است که در تاریخ ۸ اکتبر ۲۰۱۹ توسط اسکات اس. شپرد، دیوید سی.جویت و جن کلینه کشف شد که از ۱۲ دسامبر ۲۰۰۴ تا ۲۲ مارس ۲۰۰۷ در حال رصد شدن بود. اس/۲۰۰۴ اس ۳۸ با قطر ۴ کیلومتر و مداری با فاصله تقریبی ۲۱٬۹۰۸ گیگامتر طی ۱۲۱۱٫۰۲ روز به دور زحل با انحراف مداری ۱۵۴ درجه نسبت به دائرةالبروج با حرکت موافق‌گرد با خروج از مرکز مداری ۰٫۴۳۷ در گردش است.